# Greenlee
Greenlee est une société spécialisée dans la production d'outils industriels et électriques dont le siège se trouve à Rockford, Illinois, États-Unis. Elle a été fondée en 1862 par les frères Robert et Ralph Greenlee pour la fabrication de leur invention, un foret entouré par quatre ciseaux à bois, utilisés dans la réalisation de poches pour les assemblages par mortaise et tenon dans l'industrie du meuble à Rockford. Cet appareil est encore utilisé aujourd'hui dans le domaine de l'ébénisterie. Les frères ont plus tard diversifié l’activité de l'entreprise en créant une variété d'outils de menuiserie ainsi que des machines pour la fabrication des tonneaux en bois. La société a été acquise par Textron en 1986. Greenlee a acheté Fairmont Hydraulics en 1992 et le fabricant fabricant d'outils Allemand Klauke en 1996. Greenlee élargi son activité en achetant plusieurs sociétés de communications entre 1999 et 2000 et ont été regroupées sous le nom de Greenlee Communications. Greenlee investit dans le DIY avec le rachat de Paladin Tools le 17 décembre 2007. En 2013, Sherman + Reilly, et HD Electric sont rachetées par Greenlee. Les frères Greenlee ont été inspirés par le travail industriel de leur père, un tonnelier. Leurs contributions dans le domaine de l'industrie ferroviaire ont été incroyables, y compris une machine automatisée de pose de rails qui roule sur les rails qu'elle pose au fur et à mesure.
Le 18 avril 2018 Textron annonce qu'il envisage de vendre Greenlee à Emerson dans les prochains 90 jours.

## Produits
- Outillage manuels - Ligne d'outils de qualité professionnelle lancée en 2006
- Perçage - Forets, poinçons
- Pliage - Pliage de conduits électriques
- Pêche et treuillage de câble
- Câblage et terminaison des câbles
- Voix, Données, Vidéo
- Instruments de test et mesure
- Stockage & Manutention
- Pompes Hydrauliques et autres
- Plomberie
- Utilitaire - clefs à choc, outils de coupe et de sertissage